# ردنکس
ردنکس (به انگلیسی: Rednex) یک گروه موسیقی سوئدی است که در زمینه موسیقی بومی٬ موسیقی تکنو و موسیقی بلوگرس فعالیت دارد. این گروه شهرت بسیار زیادی در آلمان دارد که در آنجا با رکورد قرار گیری تک‌آهنگهایشان در صدر جدول مجموعاً به مدت ۲۵ هفته رکورد بیشترین مجموع مدت قرارگیری در صدر جدول تک‌آهنگ‌ها در سی ساله گذشته را به خود اختصاص دادند.